# Oh no Oh my
Oh No Oh My, parfois stylisé Oh No! Oh My!, est un groupe de rock indépendant américain, originaire d'Austin, au Texas. Il est formé en 2004 et séparé en 2013.

## Biographie
Il est composé de trois membres : Greg Barkley, Daniel Hoxmeier, qui jouent chacun plusieurs instruments, et Joel Calvin, à la batterie. Ils jouent un rock très mélodique, accompagné de la marque de groupes de pop psychédélique des années 1960 comme The Zombies, ou les Beatles dans Sgt. Pepper's Lonely Hearts Club Band. Les membres revendiquent l'influence des groupes Belle and Sebastian et The Magnetic Fields. Le groupe s'est d'abord appelé The Jolly Rogers, mais après avoir decouvert plusieurs groupes portant ce nom, notamment dans le Nebraska et en Floride, il change de nom pour devenir Oh No Oh My, d'après une chanson de The Robot Ate Me.
Le groupe sort en 2004 une première démo, mise à disposition en téléchargement gratuit sur internet. Leur premier album éponyme auto-produit est sorti en juillet 2006. Il rencontre un franc succès malgré le manque de moyens du groupe pour en assurer la promotion. L'été 2007 voit paraitre un nouvel EP du groupe, intitulé Between the Devil and the Sea, chez le label Dim Mak Records. Il est suivi d'un second, auto-produit, Dmitrij Dmitrij, à l'automne 2008. En 2010 sort People Problems qui est accueilli d'une manière plus que mitigée par la presse spécialisée,, avec une moyenne de 58 % sur l'agrégateur Metacritic.
La chanson Reeks and Seeks est utilisée dans une publicité pour Unik d'Orange. La chanson Walk in the Park est utilisée dans une publicité pour Micra de Nissan. La chanson Walk into Me est utilisée dans une publicité pour les cahiers Oxford. Le groupe met un terme à ses activités en 2013.

## Membres
- Greg Barkley
- Joel Calvin
- Daniel Hoxmeier
- Tim Regan

## Discographie
- 2006 : Oh No! Oh My!
- 2007 : Between the Devil and the Sea (EP)
- 2008 : Dmitrij Dmitrij (EP)
- 2010 : People Problems
- 2012 : On the Right Track